# یاماها دی‌ایکس۷
یاماها دی ایکس۷ سینث‌سایزری بود که توسط شرکت یاماها از سال ۱۹۸۳ تا سال ۱۹۸۶ تولید می‌شد. این ابزار اولین سینث‌سایزر دیجیتال موفق تجاری شد. صدای آن می‌توان در آثار ضبط شده فراوانی از دهه ۸۰ میلادی شنیده شود. دی ایکس۷ مدلی با قیمت متوسط از سری کیبوردهای اف ام بزرگ شامل دی ایکس۹، دی ایکس۱۰۰، دی ایکس۱۱ کوچکتر و دی ایکس۱، دی ایکس۵ بزرگتر بود. بیش از تعداد ۱۶۰،۰۰۰ عدد از آن ساخته شد.
ابزار فوق بر پایه سنتز مدولاسیون فرکانس اف ام ساخته شده بود و بر اساس پژوهش جان چاونینگ از دانشگاه استنفورد شکل گرفته بود. دی ایکس۷ بخاطر دقت و انعطاف پذیری در وضوح آن شناخته شده بود و مقدم بر سینث‌سایزرهای آنالوگ مشابه خود بود. دی ایکس۷ بخاطرصدای پیانوی الکتریک، ناقوسها و دیگر صدای سابیده شدن فلز روی فلز بسیار معروف بود. این سینث‌سایزر تک آوایی قادر به پخش پلی فونیک ۱۶ نتی بود، ۳۲ الگوریتم داشت که هر یک می‌توانست چیدمان متفاوتی داشته باشد و به استفاده کنتده‌اش اجازه می‌داد تا ۶ اپراتور صدا را به صورت مستقل یا غیرمستقل باهم درآمیزد.